# 嶋田芳博
嶋田 芳博（しまだ よしひろ、1948年（昭和23年）8月1日 - ）は、日本の政治家。元鹿児島県鹿屋市長（1期）。

## 来歴
鹿児島県立鹿屋高等学校を経て、水産大学校卒。鹿屋青年会議所理事長、鹿屋ロータリークラブ会長などを歴任し、2010年の鹿屋市長選挙に立候補し、当選する。2014年の市長選挙に立候補し、再選を目指したが、元鹿児島県職員の中西茂に敗れた。